# Santa Valha
Santa Valha é uma povoação portuguesa sede da Freguesia de Santa Valha do Município de Valpaços, freguesia com 26,90 km² de área e 415 habitantes (censo de 2021), tendo, por isso, uma densidade populacional de 11,8 hab./km².

## Demografia
A população registada nos censos foi:
| Distribuição da População por Grupos Etários | Distribuição da População por Grupos Etários | Distribuição da População por Grupos Etários | Distribuição da População por Grupos Etários | Distribuição da População por Grupos Etários |
| -------------------------------------------- | -------------------------------------------- | -------------------------------------------- | -------------------------------------------- | -------------------------------------------- |
| Ano                                          | 0-14 Anos                                    | 15-24 Anos                                   | 25-64 Anos                                   | > 65 Anos                                    |
| 2001                                         | 53                                           | 62                                           | 287                                          | 149                                          |
| 2011                                         | 30                                           | 27                                           | 193                                          | 165                                          |
| 2021                                         | 18                                           | 16                                           | 133                                          | 150                                          |

## Património
- Igreja Matriz de Santa Valha
- Capela de São Miguel
- Capela de Santa Madalena
- Castro pré-românico